# アンナ・バナナ
Anna Demeo（1964年8月6日 - ）は、1980年代後半から1990年代にかけて日本で活動した女性歌手、モデル。
ANNA BANANAと英語表記されている場合が多い。

## 来歴
カリフォルニア州・サンタモニカで生まれる。父親はイタリア系の、母親は日系のアメリカ人。訪日後からモデルとして活動。
1989年7月にシックスティ・レコードからアルバム『Banana Hill』で歌手デビュー。自身で作詞・作曲も手がけている。
1993年発売のアルバム『High-Dive』はオリジナル・ラブの田島貴男プロデュース。アルバム収録曲「SMILE」（作詞：吉田美奈子、作曲：アンナ・バナナ&田島貴男）がNHK『みんなのうた』放送曲となる。同作品の編曲を担当した中山努とのユニット「TUNE OUT SISTERS」としても活動する。
1997年、歌手活動初期から楽曲提供を続けていた井上ヨシマサが結成したユニット「RHYTHM Remedyz」に参加、11月にミニアルバム『Let me drive』を発売。表題曲がテレビアニメ『深海伝説MEREMANOID』のエンディングテーマとなった。
以降は表立った活動状況は伝わらなくなっている。
2024年5月頃に、1992年までに発売されたシングル・アルバムについて、spotifyなどの音楽サブスクリプションサイトで配信が開始された。

## ディスコグラフィ

### シングル
- Kachi-Kan（1989年11月10日）
- 野生の音（1990年4月10日）
- Garden Of Love（1990年9月25日）
- Bumboula（1991年2月25日）
- Ka-Chi-Kan（1991年10月25日）
- サヨナラ・de・スカ〜好きになった人（1991年11月28日）
- NOROMA（1992年3月25日）
- 天国のテレビ（1993年2月3日）　※主演映画「ハートブレイカー 〜弾丸より愛を込めて」挿入歌
- 太陽の季節（1993年6月23日）

### アルバム
- Banana Hill（1989年7月）
- Sing Selah（1990年4月25日）
- 大きな絵（1991年2月25日）
- OPEN HOUSE（1992年2月25日）
- High-Dive（1993年6月23日）
- Signz of love（1994年11月23日）

### ビデオ
- Banana Hill〜甘蕉ヶ丘〜（1990年5月、バンダイビジュアル）

## おもな出演

### 映画
- 「ハートブレイカー 〜弾丸より愛を込めて」（1992年、東映）　ヒロイン・Lady M役　挿入歌